# Santa María de Redondo
Santa María de Redondo es una localidad y pedanía del municipio de La Pernía (provincia de Palencia, comunidad autónoma de Castilla y León), en la vertiente sur de la sierra de Híjar.
Junto a San Juan de Redondo conforma la población de Redondo, o "Los Redondos".

## Geografía
Está muy cerca de San Salvador de Cantamuda, la capital municipal, en la comarca de Montaña Palentina.

## Demografía
Evolución de la población en el siglo XXI
| Gráfica de evolución demográfica de Santa María de Redondo entre 2000 y 2022 |
|                                                                              |
| Población de derecho (2000-2020) según el padrón municipal del INE           |

## Patrimonio
- Iglesia de la Asunción
- Localidad situada dentro del parque natural Montaña Palentina
- Restos del convento "Corpus Christi" del siglo XIV

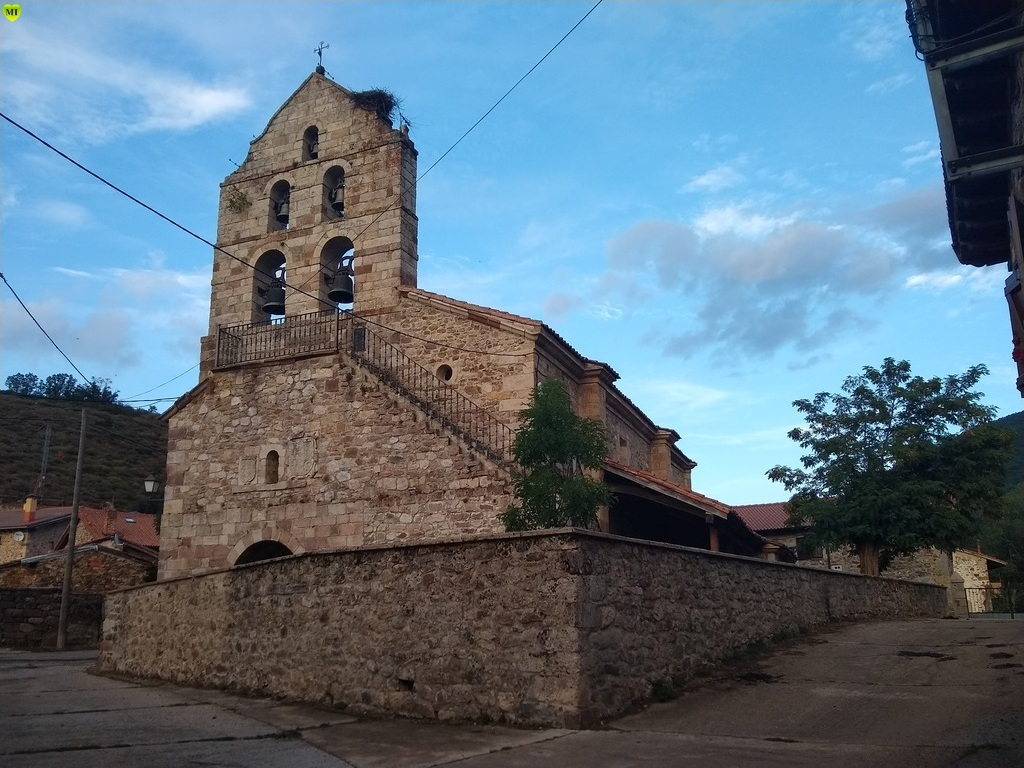
Iglesia de la Asunción

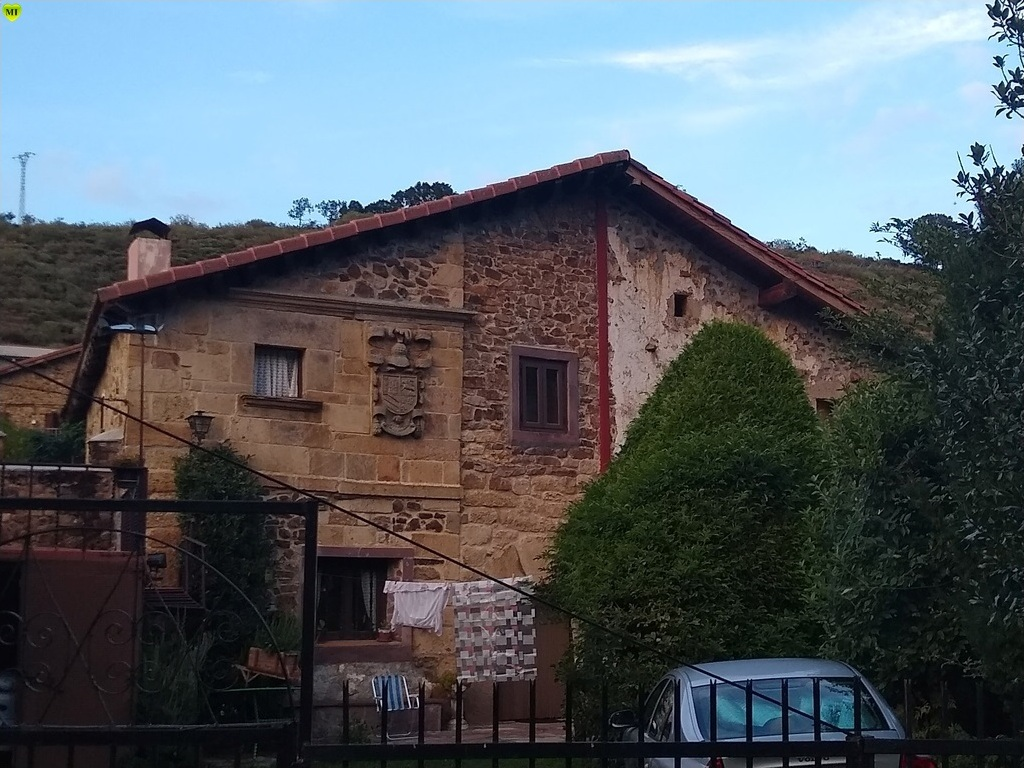
Numerosos son los escudos en el pueblo

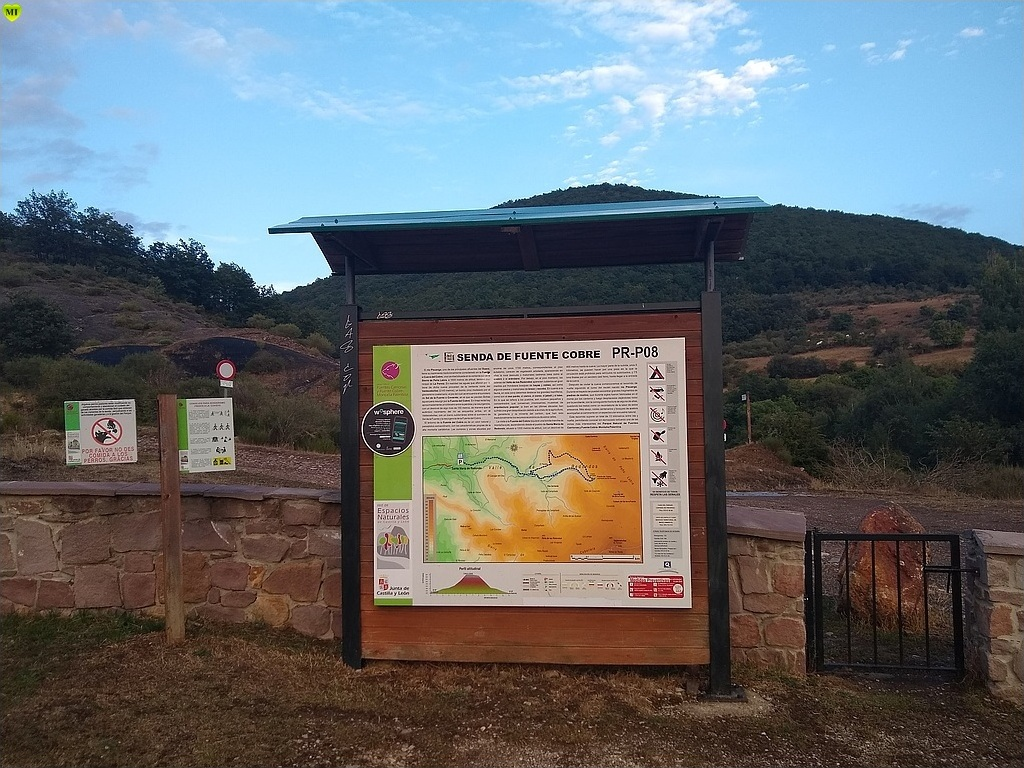
Acceso a la senda de Fuente Cobre

## Leyenda de la Virgen de Viarce
Cuenta la leyenda que vivía en el pueblo un pastorcillo moro, cuándo, al caminar por las Peñas del Moro, una tormenta se desató. Para poder resguardarse con todas sus ovejas, entró en una cueva que había en una de las peñas se encontró a la virgen en una pequeña fuente. De ahí en adelante la virgen le protegió y acabó convirtiéndose en la patrona del pueblo.

## Elecciones 13F en La Pernía
El municipio de La Pernía registró 203 votos en las pasadas elecciones 13F de Castilla y León. De ellos aproximadamente 36 votos eran de habitantes de esta localidad. En este municipio salió victorioso el PSOE, con el 35,2% y 69 votos. Le siguen PP con 53 y Vox con 33.

## Fiesta de Santa María de Redondo
El día de la fiesta a la patrona de Santa María de Redondo, La Virgen de Viarce, se realiza todos los años el día de la novena de Mayo. Durante los años (2020-2021) y a causa del Covid-19, esta celebración no ha podido realizarse.
La fiesta consistía en cuna procesión por las calles del pueblo, cuando esta acababa, en la iglesia, se realizaba una misa. Tras esto, todos los presentes iban a la conocida como "escuela" a comer y beber para celebrarlo.